# Stridskärr
Stridskärr är en sjö i Ale kommun i Västergötland och ingår i Göta älvs huvudavrinningsområde. Sjön är 6 meter djup, har en yta på 0,05 kvadratkilometer och befinner sig 104 meter över havet. Stridskärr ligger i skogsområdet Alefjäll.